# Mi plan
Mi plan é o quarto álbum de estúdio e o primeiro em espanhol da cantora Nelly Furtado, lançado em 15 de setembro de 2009. Até o momento, o álbum já vendeu mais de 2 milhões de exemplares mundialmente, sendo 300 mil só nos Estados Unidos.

## Produção
No final de 2008, El Diario La Prensa havia publicado um artigo sobre o fato de que Nelly Furtado estava planejando gravar canções em inglês e espanhol para seu próximo álbum, e que estava programado para ser lançar entre maio e agosto de 2009. No início de março, uma canção chamada "Gotta Know" vazou na internet e foi anunciada como a nova música de Nelly. No entanto, como resposta a esses boatos, no dia 4 de março, Nelly afirmou em seu MySpace oficial que a música não é dela, e que ela estava gravando dois álbuns novos; um em espanhol, e outro em português. Em junho, ela anunciou que seu novo álbum se chamaria Mi Plan, e que o primeiro single oficial seria a música "Manos al Aire".
O álbum gerou a quarta turnê mundial da cantora, intitulada Mi Plan Tour, que passa por Brasil, México, Venezuela, Equador, Chile, Argentina, Canadá, Polônia, Estados Unidos e Porto Rico.

## Recepção
O álbum foi muito bem recebido pelos críticos. O Metacritic, que atribui uma avaliação normalizada em 100 a partir de comentários críticos, calculou uma pontuação média de 71/100
- Billboard:  Um álbum simples com canções que apelam para a sensibilidade melódica, em vez de engenhocas rítmicas, o jogo é uma mistura de vulnerabilidade e seriedade. Ótimo álbum.
- Allmusic: Mi Plan não é o melhor álbum de Nelly Furtado, e nem ao menos de longe lembra o grandioso e surpreendente Loose, porém é um grande salto criativo na carreira de Nelly, que arrisca toda sua voz em um álbum que mistura a sonoridade Pop com ritmos melódicos com canções gravadas em espanhol, que com certeza irá marcar a carreira da senhorita Furtado à favor no mercado musical.

## Singles Promocionais
Antes do lançamento oficial do álbum, três singles promocionais foram lançados exclusivamente no iTunes Store, que serviu como uma contagem regressiva para o lançamento.
- "Mi plan" foi o segundo single promocional, foi lançado no dia 11 de agosto de 2009.
- "Silencio" não é single promocional, porém foi lançado através de Rhapsody no dia 1 de setembro de 2009

## Faixas
| Versão padrão  |                                                                             |                                       |                                                     |         |  |
| N.º            | Título                                                                      | Compositor(es)                        | Produtor(es)                                        | Duração |  |
| 1.             | "Manos al aire"                                                             | Nelly Furtado, James Bryan, Alex Cuba | Nelly Furtado, James Bryan                          | 3:29    |  |
| 2.             | "Más"                                                                       | Furtado, Lester Mendez, Andrés Recio  | Lester Mendez                                       | 3:31    |  |
| 3.             | "Mi plan" (com a participação de Alex Cuba)                                 | Furtado, Bryan, Cuba                  | Nelly Furtado, James Bryan                          | 4:05    |  |
| 4.             | "Sueños" (com a participação de Alejandro Fernández)                        | Furtado, Bryan, Cuba                  | Nelly Furtado, James Bryan, Brian West              | 3:10    |  |
| 5.             | "Bajo otra luz" (com a participação de Julieta Venegas & La Mala Rodríguez) | Venegas, Maria Rodríguez              | Nelly Furtado, Julieta Venegas, The Demolition Crew | 4:19    |  |
| 6.             | "Vacación"                                                                  | Furtado, Mendez, Venegas              | Lester Mendez                                       | 3:43    |  |
| 7.             | "Suficiente tiempo"                                                         | Furtado, Cuba                         | Salaam Remi                                         | 3:03    |  |
| 8.             | "Fuerte" (com a participação de Concha Buika)                               | Furtado, Bryan, Cuba                  | Salaam Remi                                         | 3:24    |  |
| 9.             | "Silencio" (com a participação de Josh Groban)                              | Furtado, Mendez, Julio Reyes Copello  | Lester Mendez                                       | 3:34    |  |
| 10.            | "Como lluvia" (com a participação de Juan Luis Guerra)                      | Furtado, Mendez, Juan Luis Guerra     | Lester Mendez                                       | 4:15    |  |
| 11.            | "Feliz cumpleaños"                                                          | Furtado, Bryan, Cuba                  | Nelly Furtado, The Demolition Crew                  | 8:44    |  |
| Duração total: | Duração total:                                                              | Duração total:                        | Duração total:                                      | 61:12   |  |

## Paradas e certificações
| Parada (2009)                   | Melhor posição |
| ------------------------------- | -------------- |
| Austrian Albums Chart           | 6              |
| Belgian (Flanders) Albums Chart | 27             |
| Belgian (Wallonia) Albums Chart | 28             |
| Canadian Albums Chart           | 20             |
| Czech Albums Chart              | 5              |
| Dutch Albums Chart              | 30             |
| European Albums Chart           | 6              |
| French Albums Chart             | 41             |
| German Albums Chart             | 5              |
| Italian Albums Chart            | 10             |
| Mexican Albums Chart            | 11             |
| Polish Albums Chart             | 6              |
| Spanish Albums Chart            | 8              |
| Swiss Albums Chart              | 3              |
| U.S. Billboard 200              | 39             |
| U.S. Billboard Latin Pop Albums | 1              |
| U.S. Billboard Top Latin Albums | 1              |

| Parada (2009)                 | Posição |
| ----------------------------- | ------- |
| German Albums Chart           | 82      |
| Polish Albums Chart           | 91      |
| Swiss Albums Chart            | 54      |
| US Billboard Top Latin Albums | 46      |
| US Billboard Latin Pop Albums | 14      |